# Palpita jairusalis
Palpita jairusalis es una especie de polillas perteneciente a la familia Crambidae. Fue descrita por Francis Walker en 1859. Se encuentra en Venezuela.